# Boycotts, scandales et controverses olympiques
Les Jeux olympiques sont une compétition multisports internationale majeure. Au cours de son histoire, les Jeux d'été et d'hiver ont été l'objet de nombreux scandales et controverses.
Certains États boycottent les Jeux à plusieurs reprises, souvent en signe de protestation envers le Comité international olympique ou de la politique des autres participants. Après les deux guerres mondiales, les pays perdants ne sont pas invités. Les autres controverses comprennent des décisions d'arbitres et même des gestes faits par des athlètes.

## Jeux olympiques d'été

### Jeux olympiques d'été de 1908
- Le grand-duché de Finlande participe indépendamment de l'Empire russe mais il n'est pas autorisé à déployer le drapeau finlandais[1]. De même, l'Irlande participe indépendamment de la Grande-Bretagne en hockey sur gazon et en polo mais aussi sans son propre drapeau[1].
- Dans le 400 mètres, le vainqueur américain John Carpenter est disqualifié pour avoir bloqué l'athlète écossais Wyndham Halswelle dans une manœuvre qui est légale selon les règles américaines mais interdite par les règles britanniques sous laquelle la course a lieu. En raison de la disqualification, une seconde finale est ordonnée. Halswelle est en face des deux autres finalistes William Robbins et John Taylor mais les deux sont américains et décident de ne pas participer à cette seconde finale pour protester contre la décision des juges. Halswelle est donc le seul médaillé sur 400 mètres. Il est le seul vainqueur sur abandon dans l'histoire olympique. Taylor remporte plus tard la médaille d'or avec l'équipe américaine dans l'épreuve désormais défunte du relais olympique, devenant le premier médaillé afro-américain[2].

### Jeux olympiques d'été de 1912
- L'athlète américain Jim Thorpe se voit retirer ses médailles d'or obtenues en décathlon et en pentathlon après qu'on a appris qu'il avait joué dans la ligue mineure professionnelle de baseball trois ans auparavant[3]. En solidarité, le médaillé d'argent du décathlon Hugo Wieslander refuse d'accepter les médailles quand elles lui sont offertes[4]. Les médailles d'or sont restituées aux enfants de Thorpe en 1983, trente ans après sa mort[3].

### Jeux olympiques d'été de 1916
- Les Jeux olympiques d'été de 1916 devaient avoir lieu à Berlin dans l'empire allemand mais ils sont annulés à cause de la Première Guerre mondiale.

### Jeux olympiques d'été de 1920
- Budapest avait d'abord été sélectionné devant Amsterdam et Lyon pour accueillir les Jeux mais comme l'empire austro-hongrois a été un allié de l'Allemagne dans la Première Guerre mondiale, le Comité international olympique dominé par les Français transfère les Jeux à Anvers en avril 1919.

- L'Autriche, la Bulgarie, l'Allemagne, la Hongrie et la Turquie ne sont pas invités aux Jeux, étant donné qu'ils sont les États successeurs des empires centraux qui ont perdu la Première Guerre mondiale[1].

### Jeux olympiques d'été de 1924
- L'Allemagne est de nouveau non invitée aux Jeux[5].

### Jeux olympiques d'été de 1932
- Le nonuple médaillé d'or finlandais Paavo Nurmi est accusé d'être un athlète professionnel et cela l'empêche de se présenter aux Jeux. Les principaux responsables de cette interdiction sont des responsables suédois, en particulier Sigfrid Edström qui ont affirmé que Nurmi avait reçu trop d'argent pour ses frais de déplacement. Toutefois, Nurmi va à Los Angeles et s'entraîne au village olympique. Malgré les appels de tous les participants du marathon, il n'est pas autorisé à participer aux Jeux. Cet incident, en partie, conduit la Finlande à refuser de participer à la traditionnelle épreuve du Finnkampen jusqu'à 1939.

- Après avoir remporté l'argent en dressage, le dresseur suédois Bertil Sandström est rétrogradé à la dernière place pour avoir tapé sur son cheval en encouragement. Il a affirmé qu'il s'agissait de bruits de grincement de sa selle.

### Jeux olympiques d'été de 1936

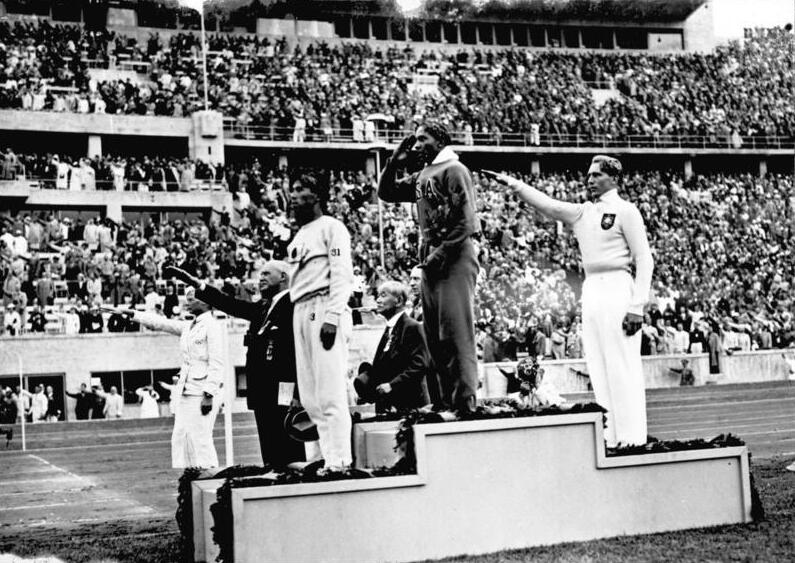
L'afro-américain Jesse Owens sur le podium après avoir remporté le saut en longueur lors des Jeux olympiques d'été de 1936.

- Les Jeux olympiques d'été de 1936, qui ont lieu à Berlin sont controversés en raison de l'arrivée du régime nazi au pouvoir. Adolf Hitler les considère comme ses Jeux et les prend comme une chance de montrer l'Allemagne après la Première Guerre mondiale. En 1936, un certain nombre de politiciens et d'organisations appelle à un boycott des Jeux olympiques d'été qui ont été décernés à l'Allemagne avant l'arrivée du régime nazi au pouvoir[6]. Le gouvernement espagnol du front populaire décide de boycotter les Jeux et organise les Olympiades populaires comme une alternative avec des groupes de travailleurs et socialistes du monde entier qui envoient des athlètes à la compétition. Toutefois, la guerre d'Espagne éclate au moment du début des Jeux.

- Les États-Unis devaient boycotter les Jeux mais ont finalement décidé de participer. La propagande nazie faisait la promotion du concept de la « supériorité de la race aryenne » ; cependant l'athlète afro-américain Jesse Owens, vainqueur de quatre médailles d'or pendant ces Jeux, faisait face à la ségrégation et à la discrimination en Allemagne qui étaient normales aux États-Unis à l'époque.

- Les athlètes français ont semblé faire le salut nazi lors de la cérémonie d'ouverture, mais ils ont prétendu avoir fait le salut olympique qui est similaire, les deux saluts étant basés sur le salut romain.

- Le CIO expulse du comité l'athlète américain Ernest Lee Jahnke, fils d'un immigrant allemand, pour avoir encouragé les athlètes à boycotter les Jeux de Berlin. Il est remplacé par le président de l'United States Olympic Committee Avery Brundage qui supporte les Jeux.

- Dans la finale de la vitesse en cyclisme, l'Allemand Toni Merkens gêne le Néerlandais Arie van Vliet. Au lieu d'être disqualifié, Merkens reçoit une amende de 100 reichsmarks et conserve sa médaille d'or.

- Les sprinteurs américains Sam Stoller et Marty Glickman, les deux seuls athlètes juifs de l'équipe olympique américaine sont enlevés de l'équipe du relais 4 × 100 mètres le jour de la compétition conduisant à des accusations d'antisémitisme de la part de l'United States Olympic Committee.

- L'escrimeuse Helene Mayer, alors étudiante aux États-Unis, fut la seule sportive juive de l'équipe olympique allemande et permit ainsi au régime nazi de contrecarrer la campagne de boycottage des Jeux de Berlin. Elle remporta une médaille d'argent, mais déclencha une controverse en arborant un brassard à croix gammée lors de la cérémonie de remise des médailles et en faisant le salut nazi. Sa mère et deux de ses frères vivaient toujours en Allemagne.

### Jeux olympiques d'été de 1940 et 1944
- Les Jeux olympiques d'été de 1940 sont prévus dans la ville de Tokyo au Japon mais ils sont annulés en raison de l'éclatement de la seconde guerre sino-japonaise en 1937. En juillet 1938, le gouvernement du Japon renonce à organiser les Jeux de 1940[7]. Le CIO décerne alors les Jeux à Helsinki en Finlande, le finaliste du processus de candidature d'origine mais les Jeux n'ont pas lieu à cause de la guerre d'Hiver. Finalement, les Jeux olympiques sont suspendus indéfiniment après le déclenchement de la Seconde Guerre mondiale et ne reprendront qu'à partir des Jeux de Londres de 1948.

### Jeux olympiques d'été de 1948
- Les deux principales forces de l'Axe de la Seconde Guerre mondiale, l'Allemagne et le Japon, ne sont pas invitées aux Jeux[1].
- L'Union soviétique est invitée mais elle choisit de ne pas envoyer d'athlètes.

### Jeux olympiques d'été de 1956
- Sept pays boycottent les Jeux pour trois raisons différentes.
  - L'Égypte, l'Irak et le Liban annoncent ne pas participer pour protester contre l'invasion de l'Égypte par Israël, la France et le Royaume-Uni lors de la crise du canal de Suez[1].
  - Les Pays-Bas, l'Espagne et la Suisse se retirent pour protester contre l'invasion par l'Union soviétique de la Hongrie durant l'insurrection de Budapest et contre la présence soviétique aux Jeux[1].
  - Moins de deux semaines avant la cérémonie d'ouverture, la république populaire de Chine choisit également de boycotter la compétition pour protester contre l'autorisation de la république de Chine (Taiwan) à concourir aux Jeux (sous le nom Formosa).
- Les frustrations politiques entre l'Union soviétique et la Hongrie débordent lors des Jeux quand les deux équipes masculines de water-polo se rencontrent en demi-finale. Les joueurs deviennent de plus en plus violents les uns envers les autres durant la partie, tandis que de nombreux spectateurs hongrois ne sont empêchés de faire des émeutes que par l'apparition soudaine de la police[8]. Le match devient connu comme le bain de sang de Melbourne[9],[10].

### Jeux olympiques d'été de 1964
- L'Indonésie et la Corée du Sud se retirent après que le CIO a décidé d'interdire les équipes qui ont participé aux Jeux des Nouvelles Forces Émergentes de 1963[1].

- L'Afrique du Sud est expulsé des Jeux olympiques à cause de l'apartheid[1]. Le pays ne sera pas invité jusqu'en 1992.

### Jeux olympiques d'été de 1968

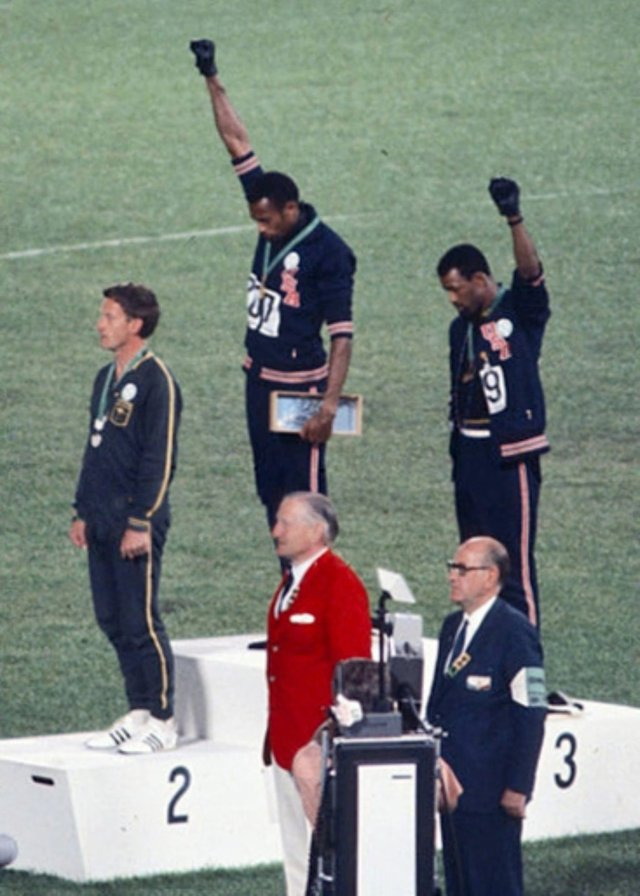
Tommie Smith, John Carlos et Peter Norman sur le podium olympique.

- Poing levé du Black Power lors des Jeux olympiques d'été de 1968 : Tommie Smith et John Carlos, deux athlètes afro-américains qui ont terminé le 200 mètres à la première et à la troisième place, effectuent le salut du « Power to the People » durant l'hymne national américain.

- Des étudiants à Mexico tentent d'utiliser l'attention médiatique pour leur pays pour protester contre le gouvernement autoritaire du Mexique. Le gouvernement réagit avec violence, aboutissant au massacre de Tlatelolco dix jours avant le début des Jeux lors duquel plus de deux cents manifestants sont abattus par les forces gouvernementales.

### Jeux olympiques d'été de 1972
- Le massacre de Munich survient pendant les Jeux olympiques d'été de 1972 à Munich en Allemagne de l'Ouest avec la prise en otage de membres de l'équipe olympique israélienne par le groupe terroriste palestinien Septembre noir qui entretient des liens avec l'organisation de Yasser Arafat, le Fatah. Onze athlètes sont assassinés par les terroristes.

- Dans la finale controversée de basket-ball, l'équipe olympique américaine de basket-ball se bat pour la médaille d'or dans les dernières secondes contre l'équipe de l'Union soviétique. Avec trois secondes à jouer et l'équipe américaine qui mène les soviétiques d'un point, une tentative soviétique de faire jouer à l'extérieur du terrain est abandonnée quand l'encadrement technique interrompt le match pour dire que l'équipe devait avoir un temps mort. Un autre jeu est joué, les soviétiques ne marquent pas et l'équipe américaine célèbre sa victoire. Mais le jeu est jugé invalide parce que l'horloge de jeu n'était pas correctement remise à zéro quand le ballon a été rejoué. L'horloge est réinitialisée et le match reprend avec l'URSS qui marque un lay-up pour l'emporter 51 à 50. Excédée par l'action des officiels, l'équipe américaine refuse la médaille d'argent[11].

- À la fin du marathon, un imposteur allemand entre dans le stade et ses acclamations avant le vainqueur réel, l'américain Frank Shorter. Pendant la retransmission de l'épreuve sur ABC, le commentateur, l'écrivain Erich Segal dit à Shorter « C'est une fraude, Frank »[12],[13].

- Dans la finale hommes du hockey sur gazon, le but de Michael Krause à la 60e minute donne à l'Allemagne de l'Ouest, une victoire de 1-0 contre les Pakistanais, champions en titre. Les joueurs pakistanais se plaignent auprès des arbitres et disent que le but de Krause n'est pas bon. Après le match, les fans pakistanais courent sur le terrain en rage ; certains joueurs et des fans versent de l'eau sur le Belge Rene Frank, alors président de l'association qui dirige ce sport. Durant la cérémonie des médailles, certains joueurs protestent en tournant le dos au drapeau ouest-allemand. Des rapports mentionnent également que les joueurs pakistanais ont traité leurs médailles d'argent de manière irrespectueuse. Selon un article dans le Washington Post, le manager de l'équipe G.R. Chaudhry dit que son équipe a pensé que le résultat avait été « pré-planifié » par les officiels, l'argentin Horacio Servetto et l'australien Richard Jewell.

### Jeux olympiques d'été de 1976

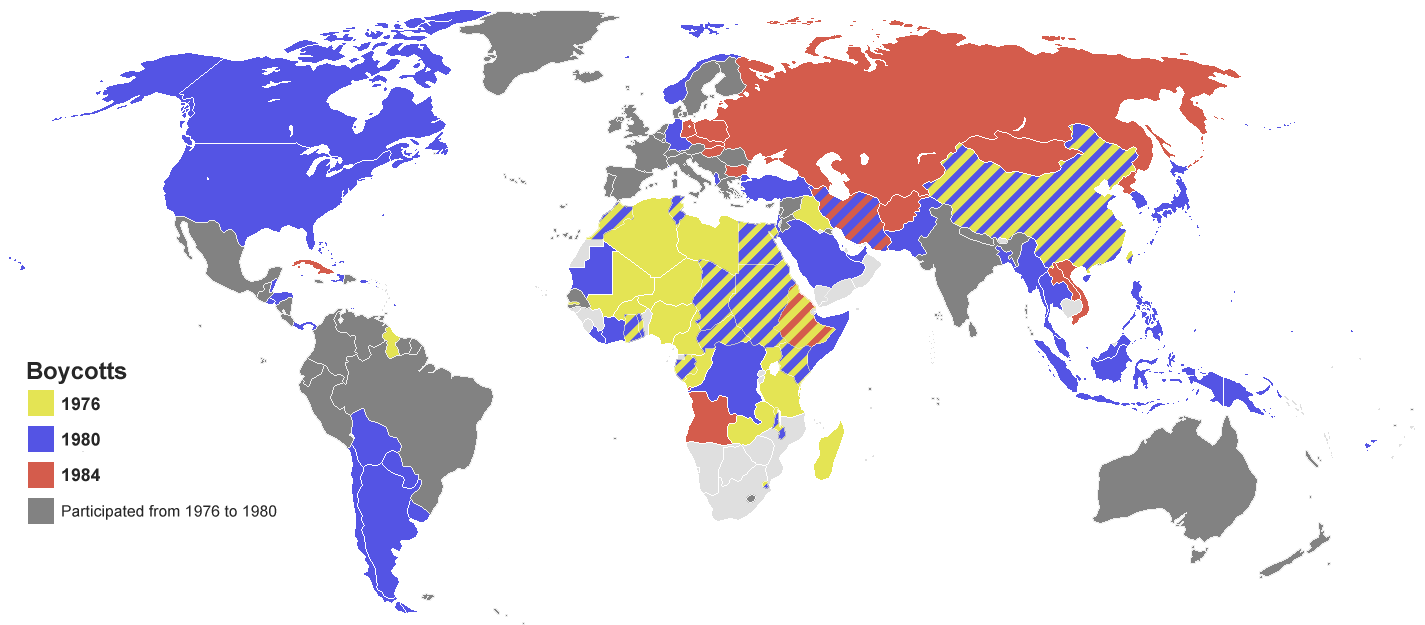
Pays boycottant les Jeux olympiques d'été de 1976 (jaune), de 1980 (bleu) et de 1984 (orange)

- Pour protester contre la tournée de l'équipe de Nouvelle-Zélande de rugby à XV en Afrique du Sud, la Tanzanie mène un boycott de 22 nations africaines après le refus du Comité international olympique d'empêcher la Nouvelle-Zélande de participer. Certaines équipes se retirent après la première journée[1],[14],[15].

La controverse empêche une rencontre très attendue entre le tanzanien Filbert Bayi - l'ancien détenteur du record du monde du 1 500 mètres et du mile et le néo-zélandais John Walker - qui a dépassé ces deux records - pour devenir le détenteur des records du monde de ces deux épreuves en titre. Walker remporte finalement la médaille d'or dans le 1500 mètres.
À noter que certaines nations boycottent également les Jeux paralympiques de Toronto cette même année. Voir la section « Jeux paralympiques » ci-dessous.
- Le pentathlonien soviétique Boris Onishchenko utilise une épée qui a un bouton sur le pommeau dans l'épreuve d'escrime dans le pentathlon. Ce bouton, quand il est activé, provoque sur le système de score électronique l'enregistrement d'un succès même si l'épée n'est pas connectée à la zone cible de son adversaire. La découverte de cette tricherie provoque sa disqualification et celle de toute l'équipe soviétique masculine de pentathlon[17].
- Le pays hôte, le Canada, engage 1,5 milliard de dollars en dette, qui ne sera payé qu'en décembre 2006[18].

### Jeux olympiques d'été de 1980
- Boycott des jeux olympiques d'été de 1980 : le président américain Jimmy Carter décide de boycotter les Jeux en protestation de l'invasion soviétique en Afghanistan, étant donné que les Jeux ont lieu à Moscou, la capitale de l'Union soviétique. De nombreuses nations refusent de participer aux Jeux. Le nombre exact de pays qui boycottent est difficile à déterminer avec un total de 62 nations admissibles qui n'ont pas pu participer mais avec certains de ces pays qui se retirent à cause de difficultés financières mais qui prétendent rejoindre le boycott pour éviter d'être embarrassés. Un événement de substitution, intitulé le Liberty Bell Classic (ou désigné souvent comme les Jeux boycottés olympiques) a lieu dans l'université de Pennsylvanie à Philadelphie avec 29 des pays qui boycottent.

- Le perchiste polonais médaillé d'or Władysław Kozakiewicz, juste après son saut vainqueur, fait un bras d'honneur au public soviétique qui se moquait de lui, causant un scandale international et perdant presque sa médaille en conséquence[19].

### Jeux olympiques d'été de 1984
- Boycott des jeux olympiques d'été de 1984 : L'Union soviétique et quatorze de ses alliés boycottent les Jeux de 1984 qui ont lieu à Los Angeles aux États-Unis en invoquant le manque de sécurité pour leurs athlètes comme raison officielle même si la décision est considérée comme une réponse au boycott mené par les États-Unis lors de Jeux olympiques de Moscou quatre ans auparavant [20]. Le bloc de l'Est organise sa propre compétition multisports, les Jeux de l'Amitié à la place. Pour d'autres raisons, l'Iran et la Libye boycottent également les Jeux[21].

- Dans la finale du 3000 mètres, une collision entre la Sud-Africaine Zola Budd (participant pour la Grande-Bretagne) et l'Américaine Mary Decker empêche cette dernière de finir la course. Bien que Budd fût leader lors de la collision et eût repris la tête pendant un certain temps après la chute, elle termina finalement 7e car elle avait lâché prise durant le dernier tour, déconcentrée par les huées de la foule. Un juge de l'IAAF a plus tard conclu que Budd n'était pas responsable de la collision.

### Jeux olympiques d'été de 1988
- La Corée du Nord boycotte les Jeux olympiques d'été de 1988 à Séoul. L'Albanie, Cuba, l'Éthiopie, Madagascar, le Nicaragua et les Seychelles ne participent pas non plus aux Jeux[22].

- Le sprinteur canadien Ben Johnson est déchu de sa médaille d'or remporté dans le 100 mètres quand il est testé positif au stanozolol après l'épreuve.

- Avec une décision très controversée des juges avec 3 voix contre 2, le boxeur sud-coréen Park Si-hun bat l'américain Roy Jones Jr. malgré le fait que Jones a largement dominé Park durant trois rounds et menant avec 86 coups de poing contre 32 pour Park. Park a prétendu s'être excusé auprès de Jones par la suite. Un juge a admis peu après que la décision était une erreur et les trois juges qui ont voté contre Jones ont finalement été suspendus. L'enquête officielle du CIO, qui se conclut en 1997, ne trouve aucune faute et le CIO maintient officiellement la décision. Une décision également controversée a été prise contre le membre de l'équipe américaine Michael Carbajal. Ces incidents ont conduit les organisateurs olympiques à établir un nouveau système de comptage des points pour la boxe.

### Jeux olympiques d'été de 1992
- En natation synchronisée, Sylvie Fréchette du Canada remporte la médaille d'argent dans la controverse. Lors des exercices imposés, elle est victime d'une injustice. Pour son albatros, l'un des quatre mouvements au programme des imposés, Fréchette n'obtient que 8,7 points de la part de la juge brésilienne, une note anormalement faible pour une nageuse de son niveau. En réalité, la juge brésilienne avait voulu donner 9,7. Aussitôt, elle demande l'aide de la juge en chef, l'Américaine Judy McGowan, afin de corriger son erreur. McGowan refuse catégoriquement, prétextant que les règlements interdisaient la modification des notes. Ainsi, au lieu d'être à égalité avec l'Américaine Kristen Babb-Sprague, Fréchette accusait un retard de 0,251 point, très important en natation synchronisée; d'autant que les exercices imposés représentaient 50 % de la note finale. Malgré cette controverse, Fréchette nage avec brio lors du programme libre, mais ce n'est pas suffisant pour devancer l'Américaine. Classement final : Babb-Sprague, première avec 191,848 points, Fréchette, deuxième avec 191,717 points. N'eût-été de cette grossière erreur, Sylvie Fréchette aurait terminé la compétition avec 191,887 points, ce qui lui aurait valu la médaille d'or. Les interventions des responsables canadiens ne changent rien au classement final et Fréchette quitte l’Espagne vice-championne olympique. Plus d'un an après ces événements soit en 1993, le Comité international olympique corrige cette erreur et lui remet la médaille d'or, ex-aequo avec Kristen Babb-Sprague. Juste retour des choses pour Fréchette qui était déjà durement éprouvée, son compagnon s'étant suicidé quelques semaines avant cette compétition[23].

### Jeux olympiques d'été de 2000
- La roumaine Andreea Răducan devient la première gymnaste à se voir retirer une médaille après un test positif à la pseudoéphédrine qui était à ce moment une substance prohibée[24]. Răducan, 16 ans, prend du Nurofen, un médicament en vente libre pour traiter la fièvre. Le médecin de l'équipe roumaine qui lui a donné le médicament est exclu des Jeux et suspendu pendant quatre ans. La médaille d'or revient finalement à une coéquipière de Răducan Simona Amânar, qui avait obtenu la médaille d'argent. Răducan est autorisée à garder ses autres médailles, une médaille d'or pour la compétition par équipes et une médaille d'argent remportée dans l'épreuve du saut.

- La gymnaste chinoise Dong Fangxiao se voit retirer une médaille de bronze en avril 2010. Des investigations de l'instance dirigeante de ce sport (la FIG) concluent qu'elle avait seulement 14 ans lors des Jeux de 2000 alors que pour participer, les gymnastes doivent avoir 16 ans au cours de l'année olympique. Dong perd également sa sixième place en exercices au sol et sa septième place en saut. La FIG recommande au CIO de retirer la médaille de bronze de la Chine dans l'épreuve par équipe à laquelle elle avait participé. L'équipe américaine, qui a fini quatrième de l'épreuve, prend donc la troisième place et la médaille de bronze[25].

- La sprinteuse américaine Marion Jones remporte 5 médailles dans le 100 mètres, le 200 mètres, le saut en longueur, le relais 4 × 100 mètres et le relais 4 × 400 mètres. En 2007, après une longue enquête sur l'affaire BALCO, Jones admet devant les tribunaux avoir pris des produits dopants. Elle et ses coéquipières de relais se voient ensuite retirer leurs médailles olympiques[26]. Les autres médaillées individuelles récupèrent une meilleure médaille, mais pas toutes. La médaillée d'argent du 100 mètres, la grecque Ekaterini Thanou est accusée d'avoir évité les contrôles antidopage avant les Jeux olympiques d'été de 2004 dans son pays, où elle a soudainement abandonné à la dernière minute. Elle accepte finalement une suspension pour avoir enfreint les règles[27]. Au milieu de la controverse, le CIO décide de ne pas modifier sa médaille et de décerner à la place une médaille d'argent et de bronze supplémentaire, mais pas de médaille d'or dans cette épreuve[28]. La redistribution des médailles impliquant les équipes de relais a provoqué des appels juridiques. Un précédent a été établi quand l'équipe masculine américaine du relais 4 × 100 mètres a été autorisée à conserver ses médailles même si Jerome Young a admis avoir pris des produits dopants et qu'il a été disqualifié. La seule différence juridique est que Young a seulement couru les séries alors que Jones a couru la finale. Cette équipe de relais masculin est finalement disqualifiée à la suite de la révélation de prise de produits dopants par Antonio Pettigrew qui avait couru la finale. Le CIO n'a pas encore annoncé si les destinataires des médaillés des relais étaient modifiés[29].

### Jeux olympiques d'été de 2004
- Le cheval du sauteur d'obstacles irlandais Cian O'Connor, Waterford Crystal, est testé positif à la fluphénazine et au zuclophenthixol, quelques mois après avoir reçu une médaille d'or. L'enquête qui s'ensuit est entravée par quelques événements suspects. Lorsque O'Connor demande un second test, l'échantillon B de l'urine du cheval est volé sur la route vers un laboratoire. Des documents sur l'autre cheval appartenant à O'Connor sont volés dans un cambriolage au siège de la Fédération d'équitation d'Irlande. Finalement, au printemps 2005, O'Connor se voit retirer sa médaille d'or[30],[31].

- L'arbitre hongrois d'escrime Jozsef Hidasi est suspendu pendant 2 ans par la FIE après avoir commis plusieurs erreurs durant un match Italie-Chine.

- La paire canadienne d'aviron Chris Jarvis et David Calder est disqualifiée en demi-finale après avoir traversé la ligne réservée à l'équipe sud-africaine composé de Donovan Cech et Ramon di Clemente et cela, selon les Sud-Africains, a interféré leur progression. Les Canadiens ont appelé sans succès le tribunal arbitral du sport.

- Dans le 100 m haies femmes, la Canadienne Perdita Felicien marche sur la première haie, tombe au sol et emmène la Russe Irina Shevchenko avec elle. La fédération russe dépose une protestation qui sera infructueuse mais qui fera retarder la cérémonie des médailles d'une journée. Les responsables débattent pendant deux heures avant de rejeter les arguments des Russes. La course est remportée par l'américaine Joanna Hayes qui bat le record olympique.

- Dans un match du tournoi masculin de volley-ball, les États-Unis et la Grèce sont dans la dernière manche du match (manche 5). Quand les Américains ont le ballon en main, un coup de sifflet provient du public. En conséquence, les Grecs arrêtent leur défense car en volley-ball, la balle est « morte » quand il y a un coup de sifflet. Toutefois, pour les arbitres, la balle est toujours en jeu. Cette situation permet aux Américains de marquer et de remporter le match avec deux points d'avance et de se qualifier pour le tour suivant. L'équipe grecque proteste mais les arbitres laissent le score inchangé. Aucun recours ne sera fait.

- Le judoka iranien Arash Miresmaeili est disqualifié car il était en surpoids avant un combat contre l'Israëlien Ehud Vaks. Il a beaucoup mangé la nuit précédant le match pour protester contre la reconnaissance par le CIO de l'état d'Israël. Il a été signalé que le dirigeant de l'équipe olympique iranienne Nassrollah Sajadi lui a suggéré que le gouvernement iranien devrait lui donner 115 000 dollars (le montant qu'il aurait reçu en cas de médaille d'or) en récompense pour ses actions. Le président d'Iran, à cette date, Mohammad Khatami aurait déclaré que le refus d'Arash de combattre l’Israélien sera « enregistré dans l'histoire des gloires iraniennes » et déclare que la nation le considère comme « le champion des Jeux olympiques de 2004 ».

### Jeux olympiques d'été de 2008
- Les joueurs des équipes espagnoles de basket-ball posent pour une publicité pré-olympique dans le quotidien populaire espagnol Marca dans lequel ils sont représentés en train de tirer sur la peau des yeux de chaque côté afin de mimer l'œil typiquement asiatique[32].
- Le lutteur suédois Ara Abrahamian fait tomber sa médaille de bronze sur le sol immédiatement après l'avoir placé autour de son cou pour protester contre sa défaite contre l'Italien Andrea Minguzzi en demi-finale dans l'épreuve des moins de 84 kg en lutte gréco-romaine[33]. Il est ensuite disqualifié par le CIO.
- Des interrogations ont été soulevées quant à l'âge de deux gymnastes chinoises, He Kexin et Jiang Yuyuan. Cela est dû en partie à leur apparence extrêmement jeune ainsi qu'à un discours du directeur chinois de l’administration générale du sport Liu Peng[34].
- Le but de la dernière seconde de la Norvège contre la Corée du Sud en demi-finale du tournoi de handball leur permet de se qualifier pour la finale. Selon une photographie qui a fait surface sur Internet, toutefois, la balle n'avait pas complètement passé la ligne de but avant la fin du temps. Les Sud-Coréens protestent et demandent que le jeu continue en prolongation mais finalement, l'IHF confirme les résultats du match[35].
- Le taekwondoïste cubain Ángel Matos est interdit à vie de toute compétition internationale de taekwondo après avoir mis un coup de pied au visage d'un arbitre. Matos a attaqué l'arbitre après sa disqualification pour avoir dépassé le temps réservé à la guérison des blessures[36]. Il frappe ensuite un autre responsable[37].

### Jeux olympiques d'été de 2012
- Durant les qualifications de la vitesse par équipe, le coureur cycliste britannique Philip Hindes manque son départ et chute quelques mètres plus loin face à l'équipe allemande. Il avouera plus tard qu'il était tombé volontairement pour permettre à son équipe de prendre un nouveau départ[38].

- Finale du deux de couple poids légers messieurs : les Britanniques prennent un départ moyen et ont un problème mécanique au bout de cent mètres de course. Ils s'arrêtent. Un nouveau départ sera donné et les Britanniques finiront médaille d'argent[38].

- Quarts de finale en boxe masculine : le Français Nordine Oubaali est éliminé de manière assez controversée. Quelques minutes plus tard, un autre français est sur le ring. Alexis Vastine domine sa rencontre de la tête et des épaules face a l'ukrainien Taras Shelestyuk. Les juges donnent pourtant la victoire à l'Ukrainien. Le Français avait déjà été éliminé de manière douteuse lors des Jeux olympiques de Pékin en 2008[réf. nécessaire].

- Lors de l'épreuve du plongeon à dix mètres, le Britannique Thomas Daley est autorisé à recommencer son saut et devient médaillé de bronze. Il expliquera avoir été gêné par les flashs des spectateurs[38].

### Jeux olympiques d'été de 2016
- Les instances internationales et la presse se sont longtemps inquiétées de la préparation des sites olympiques. De nombreux retards de construction, notamment au vélodrome, ont été déplorés. Amnesty International s'est inquiété du fait que certaines favelas auraient été évacuées et rasées pour permettre la construction d'installations olympiques. Onze ouvriers sont morts lors de la construction du vélodrome et deux autres lorsqu'une portion du parcours de cyclisme sur route s'est effondrée dans la mer. Lors de leur installation dans le village olympique, de nombreux athlètes ont rapporté des problèmes de fuites d'eau, de toilettes bouchées et d'autres défauts dans les logements. Au cours des Jeux, les journalistes et les athlètes ont déploré le délai d'attente des navettes des transports reliant les différents sites.
- Le 18 juillet, avant même la tenue des jeux, le juriste américain Richard McLaren publie un rapport dénonçant un système de dopage d'État mis en place par la Russie. À la suite de ces révélations, le CIO établit, avec l'aide des différentes fédérations sportives, une première liste de sportifs indésirables. L'instance internationale envisage un temps d'exclure totalement la délégation russe mais décide finalement d'étudier les dossiers au cas par cas afin d'autoriser des athlètes jugés "propres" à participer aux jeux. Après de nombreuses procédures en appel et de recours auprès du Tribunal arbitral du sport, ce sont finalement 271 athlètes sur 389 qui peuvent s'engager à Rio[39],[40]. Cependant la suspicion du public reste forte. La nageuse Yuliya Efimova, contrôlée positive au meldonium à une époque où ce produit n'était pas encore interdit et lauréate de deux médailles d'argent, est huée par le public lors de ses montées sur les podiums.
- Le nageur américain Ryan Lochte et trois de ses coéquipiers prétendent avoir été victimes d’une agression par des hommes se présentant comme des policiers dans une station-service de Rio. Leur version des faits est contredite par les enquêteurs brésiliens, sur la foi des images de vidéosurveillance de la station-service et du témoignage du gérant. En réalité, le groupe de nageurs aurait détérioré une porte dans la station service et se seraient retrouvés face à un vigile armé venu régler la situation. Malgré un communiqué de Ryan Lochte afin de présenter ses excuses, le Comité olympique des États-Unis se dit désolé du "comportement inacceptable" de ses athlètes qui pourraient être sanctionnés par leur fédération. La juge chargée du dossier a ordonné la confiscation des passeports des sportifs concernés. Ryan Lochte était déjà rentré aux États-Unis mais ses compatriotes Jack Conger et Gunnar Bentz ont dû débarquer de l'avion juste avant leur départ[41].
- Lors des 8e de finale de la catégorie des plus de 100 kilos en judo, le judoka égyptien Islam El Shehaby refuse de serrer la main de son vainqueur, l'Israélien Or Sasson à cause des tensions israélo-arabes.
- Patrick Hickey, membre éminent du Comité international olympique et président des Comités olympiques européens est accusé d'être impliqué dans un réseau de ventes illégale de billets. Il déclare démissionner temporairement de ses fonctions juste après son interpellation qui s'accompagne d'une série d'arrestations et de mandats d'arrêts. La police brésilienne a saisi 781 billets. Certains d'entre eux, notamment pour la cérémonie d'ouverture, étaient vendus jusqu'à 30 fois leur prix. Le bénéfice estimé de ce trafic s'élève à plus de 2,8 millions d'euros[42].

### Jeux olympiques d'été de 2024
- Le 5 décembre 2017, à la suite de la révélation du système de dopage d'État lors des Jeux de Sotchi 2014, le Comité international olympique suspend le Comité national olympique russe de ces Jeux, et donc la Russie en tant que nation participante. Ses athlètes sont toutefois autorisés à participer aux Jeux d'hiver de 2018 sous drapeau olympique et sur invitation, en portant la mention « Athlètes olympiques de Russie » (OAR). Leur participation se fait sous réserve qu'ils n'aient jamais été suspendus pour dopage et qu'ils se soumettent à des tests indépendants. En décembre 2019, la Russie est également exclue des Jeux d'été de 2020 et d'hiver de 2022, la sanction étant confirmée en décembre 2020. Cependant, les athlètes sont à nouveau autorisés à concourir lors de ces 2 éditions sous la bannière de leur comité (ROC) et sans aucune mention à la Russie.
- Dans le contexte de la guerre en Ukraine, la non-participation des athlètes russes et biélorusses, leur participation sous bannière neutre ou bien leur participation sous leurs drapeaux nationaux pose question et est sujet à controverse. Le président ukrainien, Volodymyr Zelensky, lors de la réunion entre les ministres des Sports début février, a pris la parole en visioconférence, estimant, en parlant de la Russie, que « les représentants de cet État terroriste n'ont pas leur place dans les compétitions sportives et olympiques »[43].
- Lors de la finale au sol de gymnastique, la gymnaste roumaine Ana Barbosu est annoncée comme ayant obtenu la médaille de bronze avant d'être rétrogradée quelques instants plus tard au 4e rang à la suite d'une décision de dernière minute des juges au profit de la gymnaste américaine Jordan Chiles[44]. La fédération roumaine de gymnastique annonce alors qu'elle déposera une plainte auprès du Tribunal arbitral du sport, et le premier ministre roumain Marcel Ciolacu annonce qu'il boycottera la cérémonie de clôture des jeux[44].

## Jeux olympiques d'hiver

### Jeux olympiques d'hiver de 1968
- Le skieur français Jean-Claude Killy réalise une véritable razzia sur les médailles du ski alpin en remportant les trois épreuves à Grenoble mais cela est présenté plus tard par le CIO comme la « plus grande controverse de l'histoire des Jeux olympiques d'hiver »[45]. La course de slalom a lieu avec une mauvaise visibilité et le skieur autrichien Karl Schranz clame qu'un homme mystérieux en noir a croisé son chemin durant sa manche de slalom, l'obligeant à s'arrêter. Schranz a droit à un deuxième départ et il fait le temps le plus rapide. Un jury d'appel examine ensuite les images télévisés, déclare que Schranz avait manqué une porte au début de la première manche, annule le temps de la seconde manche et donne la médaille à Killy.

- Trois compétitrices est-allemandes dans l'épreuve de luge féminine sont disqualifiées pour avoir illégalement chauffé leurs patins avant chaque manche.

### Jeux olympiques d'hiver de 1972
- Le skieur autrichien Karl Schranz, critiqué par le président du CIO de l'époque Avery Brundage car il aurait gagné 50 000 dollars par an à cette époque[46], est accusé d'être un athlète professionnel, notamment pour sa relation avec le fabricant de skis Kneissl et est exclu des Jeux. Le cas de Schranz est particulièrement très médiatisé à cause de sa disqualification controversée au profit du skieur français Jean-Claude Killy aux Jeux de 1968 et par la domination de Schranz en ski alpin lors des coupes du monde de ski de 1969 et de 1970. Cependant, la raison apparente est que Schranz est photographié à un match de foot portant un T-shirt avec une publicité pour du café. L'incident a mené directement à des changements dans les règles de parrainage sportif : Schranz aurait dit de cela « Il y a une exagération sur un mauvais principe. Je pense que les Jeux olympiques devrait être un concours de tous les sportifs, sans aucun égard pour la couleur, la race ou la richesse. »[46]. Le règne de vingt-deux ans de Brundage en tant que président du CIO se termine six mois plus tard et les présidents suivants sont limités à des mandats de huit ans, renouvelable une fois pour quatre ans.

### Jeux olympiques d'hiver de 1980
- Les Jeux olympiques d'hiver de 1980 à Lake Placid suscitent la controverse en raison de plans pour convertir les installations du village olympique en prison d'État après les Jeux. L'histoire juridique est marquée quand le moratoire national sur la construction des prisons a remporté un jugement permettant l’utilisation du symbole olympique sur une affiche.

- La république de Chine (Taïwan) refuse de participer sous le nom de Chinese Taipei. C'est le seul cas de boycott des Jeux olympiques d'hiver.

### Jeux olympiques d'hiver de 1994
- Jeff Gillooly, l'ex-mari de la patineuse américaine Tonya Harding, s'arrange pour agresser sa rivale américaine la plus proche, Nancy Kerrigan, un mois avant le début des Jeux. Les deux femmes participent, Kerrigan remportant la médaille d'argent et Harding faisant des performances médiocres. Harding est plus tard bannie à vie des compétitions de l'USFSA, à la fois comme patineuse et comme entraîneuse.

### Jeux olympiques d'hiver de 1998
- Aux Jeux olympiques d'hiver de Nagano en 1998, au Japon, un juge en danse sur glace enregistre un autre juge qui tente de pré-ordonner les résultats.

- La disqualification du snowboardeur Ross Rebagliati est médiatisée car le sportif est contrôlé positif à la marijuana et sa médaille d'or lui est retirée alors que la substance n'est pas formellement interdite par le Comité international olympique. Le CIO lui redonne sa médaille quelques jours plus tard.

### Jeux olympiques d'hiver de 2002
- Un certain nombre des membres du CIO ont été contraints de démissionner après qu'il a été découvert qu'ils avaient accepté de façon inappropriée des « cadeaux » avec de la valeur en retour de leur vote pour Salt Lake City pour accueillir les Jeux.

- Deux médailles d'or sont décernées aux couples en patinage artistique : à la paire canadienne composée de David Pelletier et Jamie Salé et à la paire russe composée de Elena Berejnaïa et Anton Sikharulidze après des allégations de collusion entre les juges.

- Trois skieurs de fond, l'espagnol Johann Mühlegg et les russes Larisa Lazutina et Olga Danilova sont disqualifiés après l'indication par des tests sanguins, de l'utilisation de darbépoétine. Après une décision en décembre 2003 du tribunal arbitral du sport, le CIO, en février 2004, retire toutes les médailles des athlètes dopés des Jeux, modifiant la liste des résultats en conséquence.

- Le patineur de vitesse sud-coréen Kim Dong-sung est disqualifié pour du cross-tracking (couper la route d'un autre patineur) dans le dernier virage de la finale du 1 500 mètres hommes en patinage de vitesse sur piste courte. Cette disqualification permet à l'Américain Apolo Anton Ohno de recevoir la médaille d'or.

### Jeux olympiques d'hiver de 2006
- Les membres de l'équipe autrichienne de biathlon voient leurs résidences dans le village olympique, perquisitionnées par les autorités italiennes qui enquêtent sur des accusations de dopage.
- La biathlète russe Olga Medvedtseva se voit retirer sa médaille d'argent remportée en course individuelle, à cause d'un test de drogue positif. Une suspension de deux ans dans toute compétition lui est imposée.

### Jeux olympiques d'hiver de 2010
- Controverse du quadruple saut : Pour la première fois depuis 1994, un patineur gagne la médaille d'or sans faire de quadruple saut.

La controverse implique des questions comme la possibilité qu'une simple chorégraphie puisse être suffisante pour obtenir l'or devant des programmes qui incluent des combinaisons quadruple saut-triple saut, la collusion dans le processus de jugement, et si oui ou non le saut le plus difficile est reconnu en tant que tel dans le système actuel de notation de l'ISU.

### Jeux olympiques d'hiver de 2014
- En août 2008, le gouvernement de Géorgie appelle à un boycott des Jeux olympiques d'hiver de 2014 qui ont lieu à Sotchi en Russie en réponse à la participation de la Russie dans la deuxième guerre d'Ossétie du Sud[47]. Sotchi est à environ 32 km de l'Abkhazie, un territoire disputé revendiqué par la Géorgie. Le Comité international olympique répond aux préoccupations concernant le statut des Jeux de 2014 en déclarant qu'il est « prématuré de porter un jugement sur la façon dont les évènements qui se passent aujourd'hui pourraient avoir un rôle dans un évènement qui a lieu dans six ans »[48]. Finalement, la Géorgie elle-même participe aux Jeux ; il n'y a pas de boycott[49].

### Jeux olympiques d'hiver de 2022
- Engagés en pleine guerre commerciale avec la Chine, les États-Unis annoncent en décembre 2021 boycotter les Jeux olympiques d'hiver de 2022 à Pékin. L'Australie et le Royaume-Uni — les partenaires des États-Unis dans l'AUKUS, alliance militaire contre l'expansionnisme chinois — ainsi que le Canada leur emboîtent le pas. Les motifs invoqués à l'encontre de la Chine sont l'occupation militaire du Tibet, la répression des Ouïghours — qualifiée de « génocide » par trois des pays protestataires — et la crise démocratique à Hong Kong. En janvier 2022, les Pays-Bas et le Danemark annoncent un boycott diplomatique des Jeux à leur tour[50].

## Jeux paralympiques

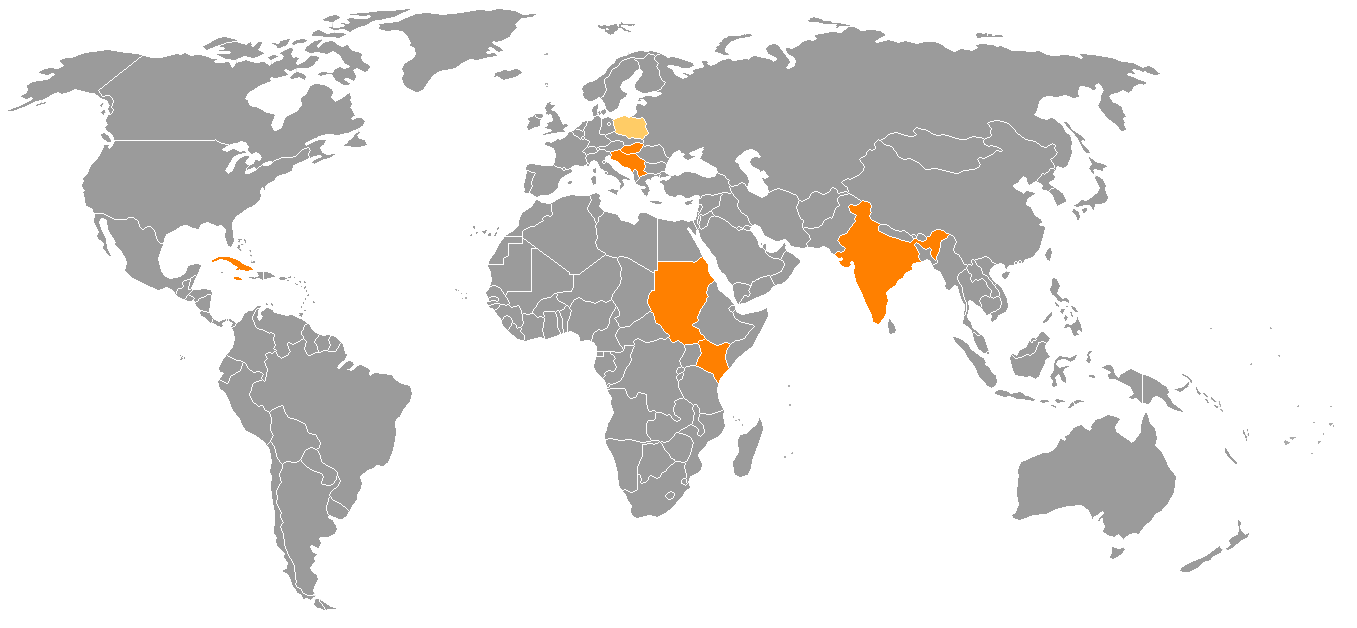
Pays (en orange) boycottant les Jeux paralympiques d'été de 1976 (à Toronto). La Pologne (en orange clair) participe à plusieurs épreuves avant de quitter les Jeux pour se joindre au boycott.

Les Jeux paralympiques ont traditionnellement été très peu affectés par des boycotts. Le seul boycott paralympique à ce jour a lieu lors des Jeux d'été de 1976 à Montréal. L'Afrique du Sud, exclue des Jeux olympiques depuis 1964 en raison de sa politique d'apartheid, continue à cette date à participer aux Jeux paralympiques. En amont des Jeux de Montréal, plusieurs pays exigent que cette nation soit exclue du mouvement paralympique. L'Afrique du Sud étant invitée malgré tout par les organisateurs, huit pays boycottent les Jeux. Le Kenya, le Soudan et la Yougoslavie n'envoient pas de délégation à Montréal. Cuba, la Jamaïque, la Hongrie et l'Inde envoient des athlètes, dans l'espoir que l'Afrique du Sud soit exclue à la dernière minute, puis se retirent avant le début de la compétition. La Pologne participe aux premières épreuves, puis se retire elle aussi pour protester contre la participation des Sud-Africains. Les autorités fédérales canadiennes, opposées à la venue des Sud-Africains, annulent leur contribution au financement des Jeux. La délégation sud-africaine, qui inclut pour la première fois des athlètes noirs (au nombre de neuf, sur trente-neuf), vit là ses derniers Jeux de l'ère de l'apartheid ; le pays sera interdit de participation en 1980. À noter que l'Éthiopie, l'Égypte et l'Ouganda, qui boycottent les Jeux olympiques d'été de 1976 (à Montréal) en raison de la participation de la Nouvelle-Zélande, pays qui entretient des relations sportives avec l'Afrique du Sud, participent aux Jeux paralympiques de Montréal, malgré la participation sud-africaine.
Les boycotts olympiques de 1980 et de 1984 n'ont pas de répercussions sur les Jeux paralympiques, puisque les Jeux paralympiques d'été de 1980 se déroulent à Arnhem (aux Pays-Bas), et non pas à Moscou. Quant aux Jeux paralympiques d'été de 1984 à New York et à Stoke Mandeville (Royaume-Uni), l'Union soviétique est bien absente, mais elle n'a de toute manière encore participé à aucune édition des Paralympiques à cette date. A contrario, l'Allemagne de l'Est, la Chine, la Hongrie, la Pologne et la Yougoslavie participent toutes aux Jeux de 1984 ; pour les Allemands de l'Est et les Chinois, ce sont d'ailleurs leurs premiers Jeux paralympiques.
Les Jeux paralympiques d'hiver de 2014 se déroulent dans un contexte de grande tension entre l'Ukraine et le pays hôte, la Russie. Une insurrection en Ukraine vient de mener à la destitution par le Parlement du président pro-russe Viktor Ianoukovitch. Fin février, la Russie renforce sa présence militaire en Crimée, région du sud de l'Ukraine où les Russes disposent d'une base navale depuis le XVIIIe siècle. Des Ukrainiens pro-russes prennent le pouvoir en Crimée et demandent l'aide de la Russie, amenant Le Monde à estimer le 1er mars (six jours avant le début des Paralympiques) que « l'Etat ukrainien semble avoir perdu sa souveraineté en Crimée, avec la complicité de la Russie ». Le 4 mars, la porte-parole du Comité paralympique ukrainien donne deux jours à la Russie pour retirer ses troupes de Crimée, faute de quoi -dit-elle- les athlètes ukrainiens boycotteraient les Jeux : « Nous ne participerons pas aux Jeux organisés par un pays qui a attaqué notre pays ». Pour leur part, des pays occidentaux condamnent les actions de la Russie, sans remettre en cause la participation de leurs athlètes respectifs. Les Ukrainiens décident finalement de participer, mais leurs athlètes boycottent la parade des athlètes lors de la cérémonie d'ouverture ; leur porte-drapeau Mykailo Tkachenko y est le seul présent.
Les Jeux paralympiques n'ont pas été épargnés par les scandales et controverses. Le plus grand scandale ayant touché les Jeux est l'envoi par l'Espagne d'une équipe de basketball principalement composée d'athlètes non-handicapés à la compétition pour athlètes handicapés mentaux, aux Jeux d'été de 2000 à Sydney. Les Espagnols obtiennent la médaille d'or avant que la vérité ne soit révélée, et qu'il ne leur soit ordonné de rendre leurs médailles. Ce scandale amène le Comité international paralympique à suspendre toutes les épreuves pour athlètes handicapés mentaux jusqu'en 2012, le temps de mettre en place des procédures de vérification plus strictes,.